# Palneca
Palneca település Franciaországban, Corse-du-Sud megyében. Lakosainak száma 133 fő (2022. január 1.). Palneca Bastelica, Ciamannacce, Cozzano, Ghisoni, Isolaccio-di-Fiumorbo és San-Gavino-di-Fiumorbo községekkel határos.

## Népesség
A település népességének változása:
| Lakosok száma | 378  | 204  | 147  | 152  | 165  | 163  | 161  | 143  | 134  | 133  |
|               | 1968 | 1982 | 1990 | 2006 | 2013 | 2015 | 2017 | 2019 | 2020 | 2022 |